# Пълно бойно снаряжение
„Пълно бойно снаряжение“ (на английски: Full Metal Jacket) е филм на режисьора Стенли Кубрик за Войната във Виетнам и подготовката, която получават американските младежи във военните лагери преди да бъдат изпратени във Виетнам. Екранизация по романа "The Short-Timers" на Густав Хасфорд с адаптиран сценарий на Майкъл Хер. Филмът получава 5 награди, номиниран е за Оскар.

## Сюжет
Поразителна сага за войната във Виетнам и нечовешката подготовка, превръщаща хората в добре обучени убийци. „Шегаджията“ (Матю Модин), „Животинската майка“ (Адам Болдуин), Гоумър (Винсънт Д’Онофрио), „Осемте топки“ (Дориан Хеъруд), „Каубоя“ (Арлис Хауърд) и останалите – всички затъват в ада на лагера за новобранци, тероризирани от железния инструктор (Р. Лий Ърми), за когото бъдещите безмилостни убийци са търтеи, червеи или нещо още по-низше.
Действието е свирепо, историята е безмилостна, диалогът е пропит от язвителен хумор, от неволите на военното обучение до кошмара на битката в Хю Сити.

## В ролите
| Актьор             | Роля                        |
| ------------------ | --------------------------- |
| Матю Модин         | Джей Ти (Джокер) Дейвис     |
| Винсент Д'Онофрио  | Леонард (Гоумър Пайл)       |
| Адам Болдуин       | (Животинската майка)        |
| Арлис Хоуърд       | Дъч Хенри Браун             |
| Роналд Лий Ърми    | Сержант Хартман             |
| Арлис Хауърд       | (Каубоя)                    |
| Кевин Майор Хауърд | (Rafterman), боен фотограф. |
| Дориан Хърууд      | (Осемте топки)              |